# Fedosiivka, Troițke
Fedosiivka (în ucraineană Федосіївка) este un sat în comuna Rozpasiivka din raionul Troițke, regiunea Luhansk, Ucraina.

## Demografie
Componența lingvistică a localității Fedosiivka
     Ucraineană (72,22%)
     Rusă (27,78%)
Conform recensământului din 2001, majoritatea populației localității Fedosiivka era vorbitoare de ucraineană (72,22%), existând în minoritate și vorbitori de rusă (27,78%).